# Moskvas statsuniversitet
Moskvas statsuniversitet eller M. V. Lomonosov Moskva statsuniversitet (russisk: Московский государственный университет имени М. В. Ломоносова, ofte forkortet МГУ, MSU, MGU) er et offentligt forskningsuniversitet i Moskva. Det er det største og et af de ældste universiteter i Rusland, grundlagt den 23. januar (12. januar efter den julianske kalender) 1755 af Mikhail Lomonosov. I sovjettiden blev universitetet i 1940 opkaldt efter Lomonosov og givet navnet Lomonosov Universitet.
MGU har 15 forskningsinstitutter, 43 fakulteter og mere end 300 afdelinger. Universitetet har mere end 36.000 studerende og ca 4.000 aspirantstuderende. MGU huser alt i alt omkring 50.000 mennesker. På fakulteterne og forskningscentrene arbejder 4.000 professorer og lærere og omkring 5.000 forskere. Hjælpe- og vedligeholdelsespersonale består af omkring 15.000 mennesker. Siden 1992 har MGU's rektor været doktor Viktor Antonovitj Sadovnitjij.
I henhold til QS World University Rankings for 2019 er universitetet den højest rangerede uddannelsesinstitution i Rusland.
Universitets hovedbygning, tæt ved Spurvebakkerne, er en af de "Syv Søste" i Moskva og var med sine 240 meter indtil 1990 Europas højeste bygning og er fortsat verdens højeste uddannelsesbygning.